# Степовий (острів)
Степовий — острів на півдні України в Одеській області, в Кілійському гирлі дельти Дунаю.

## Географія
Острів Степовий на південному заході України, на відстані 600 км на південь від Києва.

## Клімат
Клімат гемібореальний. Середня температура 13 °C. Найспекотніший місяць — липень, температура 26 °C, найхолодніший — лютий, температура -1 °C. Середня кількість опадів становить 683 міліметри на рік. Найвологіший місяць — січень, випало 110 міліметрів опадів, а найсухіший — березень, де випало 19 міліметрів.